# 괴테스쿨의 사고뭉치들
《괴테스쿨의 사고뭉치들》(독일어: Fack ju Göhte)은 2013년 공개된 독일의 코미디 영화이다.

## 출연

### 주연
- 엘리아스 므바렉
- 카롤리네 헤어퍼스
- 카챠 리만
- 제나 팰러스키

### 조연
- 알바라 호펠스
- 옐라 하세
- 맥스 본 더 그로벤
- 아람 아라미
- 레나 클렝케
- 루나 그레이너
- 카이라 소피아 카레
- 에르달 일디츠

## 기타
- 공동제작: 보라 닥테킨
- 라인PD: 올리버 놈센
- 조감독: 프랭크 쿠쉐
- 미술: 매티아스 무세
- 세트: 넬레 요르단
- 분장팀: 지네트 라첼스베르거
- 의상: 레지나 티에데켄
- 배역: 프란지스카 슈라트너
- 배역: 다니엘라 톨킨